# Sint-Catharinakerk (Forêt)

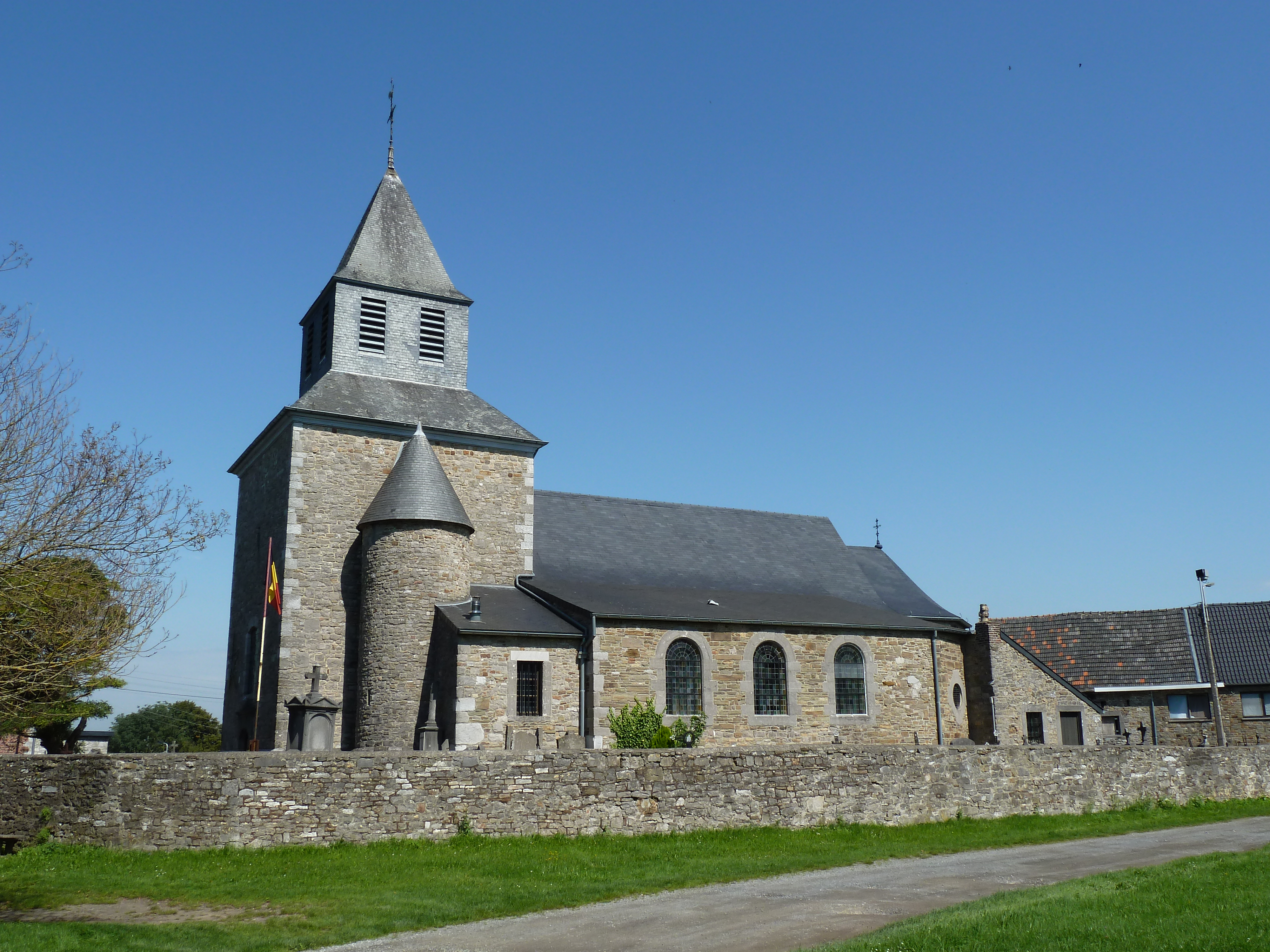
Sint-Catharinakerk

De Sint-Catharinakerk  is de parochiekerk van de in de Belgische gemeente Trooz gelegen plaats Forêt.

## Geschiedenis
Reeds omstreeks 720 zou hier al een kapel hebben gestaan. De kern van het huidige gebouw is romaans. Oorspronkelijk een eenbeukig kerkgebouw werd het in latere tijden van uitbouwen voorzien, zoals de zuidelijke zijbeuk in de 16e eeuw en 1645, het koor in 1684, de noordelijke zijkapel, ofwel de voormalige sacristie, in de 17e of 18e eeuw, de Sint-Catharinakapel, tegen het zuidwestelijke traptorentje aangebouwd, en de nieuwe sacristie (1824).
De westtoren is oorspronkelijk een verdedigingswerk en zou uit de 14e eeuw stammen, en werd gerestaureerd in 1954. De vierkante basis versmalt zich om aldus de eveneens vierkante en door leien gedekte klokkentoren te dragen, welke bekroond wordt door een tentdak. Sinds 1668 is het portaal van de kerk in deze toren aangebracht.

## Interieur
De kerk bezit belangrijke muurschilderingen uit de 16e eeuw, welke gerestaureerd werden in 1971, met episoden uit het leven van Sint-Barbara en diverse heiligen. De menselijke gezichten op enkele kapitelen zijn van dezelfde tijd.
Het stenen doopvont is 17e-eeuws. Uit de 14e eeuw stamt het corpus van een kruisbeeld in gepolychromeerd hout. Het koorgestoelte is van einde 18e eeuw.
De kerk wordt omringd door een kerkhof, waar 16e-eeuwse grafkruisen en zerken zijn.